# Travis Strikes Again: No More Heroes
『Travis Strikes Again: No More Heroes』（トラヴィスストライクスアゲイン ノーモアヒーローズ、略称: TSA）は、2019年1月18日に発売されたグラスホッパー・マニファクチュア開発・発売のNintendo Switch用ゲームソフト。ノーモア★ヒーローズシリーズの外伝作品である。 ダウンロード専売であり、マイニンテンドーストア限定でパッケージ付きダウンロード版も発売された。
同年10月17日にはPlayStation 4、10月18日にはSteamでも発売された。PS4版とSteam版はダウンロードコンテンツを全て収録した『Travis Strikes Again: No More Heroes Complete Edition』（トラヴィスストライクスアゲイン ノーモアヒーローズ コンプリートエディション）となっている。PS4版はパッケージ版も発売されている。

## 概要
『ノーモア★ヒーローズ』シリーズの9年ぶりの新作であり、同時にノーモア★ヒーローズシリーズ10周年と、グラスホッパー・マニファクチュア創業20周年の記念作品でもある。時系列は前作『ノーモア★ヒーローズ2 デスパレート・ストラグル』の7年後。本編は多彩な殺し屋ランカーを倒して殺し屋ランキングのトップを目指すことが目的だが今作にその要素は無く、ゲームの世界を舞台としたバーチャルな戦いとなる。
『ホットライン・マイアミ』を始めとする多くのインディーゲームやクリエイターから影響を受けて開発されたゲームであり、インディーゲームや90年代のゲームへのオマージュが作品全体に渡ってちりばめられている。インディーゲームに倣ってゲームの規模やスタジオの雰囲気をスーパーファミコンやPlayStationの頃に近付けるという意図があり、GHMのスタッフも13人程度でアートのアセットやアニメーション、作曲、ムービーなど様々な要素にて社外から協力を得ている。『ホットライン・マイアミ』とは作中でもコラボレーションしている。
過去に須田が手掛けてきたゲームや書籍との繋がりやセルフパロディもふんだんに盛り込まれている。また、本作自体が『ノーモア★ヒーローズ3』への布石としても作られており、作中でも『NMH3』への言及がある他、エンディングでは開発中の『NMH3』のゲーム画面が僅かに登場する。
フルボイスのムービーによるイベントシーンはオープニングのみで、それ以外はテキストによる会話や独白で進行する。ステージ中の会話シーンでは英語音声ではなく『花と太陽と雨と』に近い架空言語が流れる。
過去作は日本版と海外版で残虐表現の違いが存在したが、今作は全リージョンで過激な残酷描写が存在しない。

## ダウンロードコンテンツ
Switch版のみで、PS4とSteam版には最初から収録されている。
- Black Dandelion

2019年2月28日配信。本編クリア後にシノブがプレイアブルキャラとして使用可能。バッドマン編のアドベンチャーパートが追加。
- Bubblegum Fatale

2019年4月18日配信。後日談シナリオとなるアドベンチャーパートとエクストラステージの追加。クリア後にはバッドガールが使用可能となる。

## ストーリー
殺し屋バッドマンはかつて裏切ったダン・スミスに命を狙われていた。追い詰められたバッドマンは裏切った理由として「娘の仇を討ちたかった」とダンに打ち明ける。バッドマンの娘は10年前に全米殺し屋ランキング戦で敗死したバッドガール。そして殺した相手は二度も全米殺し屋ランキングの頂点に立った伝説の殺し屋トラヴィス・タッチダウンだった。ダンはバッドマンにトラヴィスを殺し、娘を生き返らせることを条件に今までの罪を精算すると語り、謎の球デスボールを渡した。
半信半疑ながらもトラヴィスの居場所を告げられたバッドマンは、仇の待つテキサスの山中に向かい、トラヴィスと激突する。しかしその時、トラヴィスの所有していた幻のゲーム機デスドライブMk-IIとバッドマンが持つデスボールが反応し、二人はゲームの世界へと取り込まれてしまった。デスボールとはデスドライブMK-IIのゲームカートリッジであり、デスドライブMK-IIは6つのデスボールのゲームを全てクリアすると願いが叶えられる装置であることを二人は知る。トラヴィスは誰もクリアした事の無いゲームの制覇の為、バッドマンは娘を生き返らせるという願いを叶える為、二人は休戦して共に未知のゲーム世界へと挑むのだった。
デスドライブMK-IIやデスボールのゲームは天才エンジニアにしてクリエイターのDr.ジュブナイルによって作られたもので、ゲーム世界に入った二人はジュブナイルの、そして解説NPCのホワイトシープマンの案内を受けて進み始める。ゲーム世界の奥には、それぞれのゲームの主人公であるデスドライバーズが待ち受けていた。彼らとの対話と戦いを経てゲームをクリアし、その都度トラヴィスは愛猫ジーンを伴って世界中を回っては次なるデスボールを手に入れ、またバッドマンと共にゲーム世界にダイブする、という冒険を繰り広げる。最初は単なるゲーマーとしての意欲で挑戦を始めたトラヴィスだったが、個性的なデスドライバーズ、旅先で出会う人々に感化され、開発者であるジュブナイルへの理解を深めていく。
二人が6個目のデスボールをクリアすると、デスボールの精霊が現れて本当に願いを叶えてくれた。しかし手に入れたデスボールの一つは海賊版であり、バッドガールは子犬のバッドドッグとして復活してしまった。その呪いを解く方法を考える間もなく、旅先で知り合ったウエハラカムイから呼び出しを受ける。彼の挑戦を経て7個目にしてプロトタイプのデスボールを手に入れたトラヴィスだが、起動してみるとゲーム世界ではなく現実のCIA本部に転送されてしまう。デスドライブMK-IIと接続され、現実とゲームの融合と化したCIA本部の奥にはホワイトシープマンと同化したジュブナイルが待ち受け、デスドライブMK-IIのマザーマシンであるデスドライブAAAが存在した。CIAはデスドライブAAAの兵器利用の為にジュブナイルらを利用し、彼女らの抵抗で防がれていたのだが、トラヴィスがゲームをクリアしたことで計画が再始動した。自身の壮絶な過去から国家への怒りを抱くジュブナイルは我を忘れ、CIAへの、そしてアメリカへの復讐に動いたのだった。ジュブナイルへ敬愛の念すら抱くようになっていたトラヴィスだが戦うしかなく、敗れたジュブナイルは消滅する。
トラヴィスがデスドライブAAAを起動すると、生成されたクローンを通じて火星に渡る。そこにはジュブナイルの師にして実父であるジョン・ウィンターのクローンが暮らしていた。彼との対話を経て火星への移住を誘われるがトラヴィスは断り、クローンの首を刎ねられる形で地球へ帰還する。トレーラーハウスに戻ると、トラヴィスを師と仰ぐシノブが彼を次なる戦いへと導くべく迎えに来ていた。

### DLC
「ゲーム」はクリアしたもののバッドガールは子犬の姿のままだった。そんな折、トラヴィスの兄であるヘンリーが部下を連れて襲撃する。シノブの後を尾けてトラヴィスの居場所を突き止めたのだった。ヘンリー自身はすぐに去ったが、乱入者が次々と現れて事態は混迷する。なんとか退け、妻のシルヴィアから得た情報により8個目のデスボールを手に入れたトラヴィスは真のラストゲームに挑む。
最後のゲームをクリアし、再び精霊が現れて願いを叶える。バッドマンの娘は人間として完全復活を果たすが、それは酒好きの快楽殺人者バッドガールであり、バッドマンの知る「シャーロット」ではなかった。しかしバッドマンはそれも悪くないと受け入れるのだった。

## ゲームシステム

### ゲームの流れ
今作にはランキング戦の概念は無く、拠点となるトレーラーハウスからデスドライブMk-IIを通じてゲーム世界にダイブすることでアクションステージに移行する。ダイブ可能なゲーム世界は所持ているデスボールから選択し、クリア後も再挑戦が可能となっている。一つのゲームをクリアすると、後述するアドベンチャーパートで新たなデスボールが入手可能になり、手に入れたデスボールで新しいゲーム世界へ。そしてクリア後は再びアドベンチャーパートでデスボールを入手。これを繰り返してゲームを進める。
アクションステージでは操作キャラとしてトラヴィスかバッドマンを選択する。キャラチェンジはステージ中でも可能。2Pプレイではそれぞれのキャラクターを操作する。基本的に俯瞰視点で見下ろすトップビューのアクションゲームとなっており、従来とは操作方法も大きく異なる。各ステージでは立ち塞がる敵（バグ）を全滅させたり仕掛けを突破して進み、最奥部でボスを倒すとクリアとなる。ごく一部には、横スクロールアクションのようなサイドビュー風のステージもある。
旧作のような道中の回復アイテムは存在せず、体力回復はトイレで用を足す（セーブ）か、ステージ中に存在する屋台でラーメンを食べるかのみ（回復スキルは存在する）。屋台にはそれぞれ固有のラーメンが存在し、食べた事のあるラーメンはトラヴィスがブログに書いた食レポを参照できる。
今作はゲーム世界が舞台ということで、各ゲームには古いゲーム雑誌をスキャナで読み取ったようなゲーム記事が用意されている。ステージに挑む前にこの記事でゲームの世界観や基本設定を調べられる。
ステージ中には特定の場所で特定のコマンドを入力すると出現する隠しキャラとボーナスキャラが存在する。前者はドットで描かれたシルヴィアで、体力が回復する。後者は特殊な敵で、倒すと大量の経験値を獲得したり残機が増える。これらを発見する事により、ストーリーの裏側の真実を語るFAXが届く。どちらもヒントはゲーム記事に書かれている。
拠点となるトレーラーハウスではステージ選択やセーブ、アドベンチャーパートへの移動の他に衣装の購入、着替え、資料（トラヴィスの食レポや届いたFAX、ゲーム記事など）の参照が可能。衣装は様々なインディーゲームとコラボしたデザインが用意されている。

### 戦闘
従来とは操作方法が大きく異なっている。攻撃は、走りながらも行えて素早いが威力が低い「ベーシック攻撃」と、大振りで隙が大きいが威力が高い「ヘビーアタック」を基本とする。従来のようなガードができなくなった一方、ジャンプとジャンプ攻撃が可能となり、回避もボタン一つで行えるようになった。また、チャージエネルギーを溜めて放つ「チャージアタック」も可能で、2Pプレイ時に同時に放つとより強力な協力技となる。
今作では24種類の特殊なスキルが登場し、4つまで装備可能となっている。スキルはステージ中で拾うかボスを倒すと入手可能なチップを集めることで増えていく。
攻撃による電力の消費は健在で、無くなったら充電を行わなければならない。ビーム・カタナを使わない他のキャラクターも同様。プロレス技は任意では放てなくなり、ボスへのとどめの一撃としてトラヴィスのみが使用可能となった（他のキャラクターは固有の技になる）。
今回はオーソドックスなアクションゲームのような残機性であり、体力が無くなっても残機が残っている限りその場で復活できる。残機がゼロの時に体力が尽きるとゲームオーバーとなり、トレーラーハウスに戻される。残機はトレーラーハウスに戻るか、ボーナスキャラを倒すことで補充される。
今作はレベル制を採用しており、敵を倒して稼いだ経験値を割り振る形でキャラクターを強化していく。最大レベルは20で、キャラ毎の個別に設定されている。

### アドベンチャーパート
トレーラーハウスでバイクを調べるとプレイ可能。トラヴィスがデスボールを探しに行く様子を描いたパートであり、アクションステージの幕間となるストーリーが展開される。ゲーム画面は8bitPCのアドベンチャーゲーム風となっている（作中の弁ではDOS/V風）。このパートは「Travis Strikes Back」（トラヴィスストライクスバック）というタイトルが付いている。
ゲーム世界をクリアする毎に新しいエピソードが解禁され、それをクリアすることで次のゲーム世界に挑めるようになる。ストーリーは一本道で選択肢などの分岐要素は無い。
このパートでは過去の須田作品の登場人物が多数出演している。
バッドマンの車を調べると、バッドマンの過去を描いた「Badman Strikes Back」（バッドマンストライクスバック）がプレイ可能。こちらは中断しない限り最後まで通してプレイする形となる。

## ゲーム世界
各ゲームは起動すると実写や初代プレイステーション時代のような荒いポリゴンによるレトロな雰囲気のオープニングムービーが流れる。どの世界も登場する敵は汎用の人型バグであり、世界特有の敵はボス程度である。
エレクトリックサンダータイガー2
エレクトロ・トリプルスターというヒーローの活躍を描くサイバーパンクアクション。西暦2223年、ハイテク都市エレクトリックスピードシティにて、打ち捨てられたAI制御の工事マシンが暴走し、電力が落ちた影響で街は氷点下まで冷え込んだ。街を救い、取り残された妻子を助け出すべく、主人公はエレクトロ・トリプルスターに変身して立ち上がる、というストーリー。『エレクトリックサンダータイガー』はトラヴィスが幼少期にゲームセンターで熱中していたゲームであり、これはその続編として発売されるはずだった。
本編中では山道、採石場、村、工場、高速道路と言ったステージを突破し、エレクトリックスピードシティの中心にあるエレクトロタワーへと向かう。
ライフイズデストロイ
伝説のシリアルキラー・ドッペルゲンガーの事件をゲーム化したパズルゲーム。住宅街を舞台にプレイヤーは殺人鬼となり、ダメ人間達を殺して回るという一種の不謹慎ゲームである。
本編中ではこのステージは真上からの視点となり、キャラクターも小さく表示される。住宅街はパズルになっており、住宅のパネルを回転させて道を作っていく。各所のバグを倒しながらドッペルゲンガーの起こした事件をなぞる形で進行する。
コーヒー＆ドーナツ
核戦争後の荒廃した世界を舞台に、軍部に国を乗っ取られた国王親子となって玉座と国の平和を取り戻すべく戦う、というゲームのはずなのだが実際は洋館で起きた殺人事件を解決する推理アドベンチャーとなっている。
本編中では証言のためのアイテムを入手するべく横スクロールステージをクリアしていくジャンプアクションゲームとなっており、推理ゲームにもなってはいない。洋館を拠点に各部屋からアクションステージとなる森や砂漠に向かい、クリアすることでキーアイテムのコーヒーとドーナツが手に入る。
ゴールデンドラゴンGP
22世紀のレース「ゴールデンドラゴンGP」に挑むレースゲーム。レースはベクタースキャンで表現されたVR空間上で行われる。「松本先生の男おいどんの世界」と表される四畳半の部屋を拠点にレースに向かうが、実際はレースは一直線のコースを走るだけであり、ギアチェンジやニトロの操作は行うが細かいテクニックは不要でマシンの性能が物を言う。結果、マシン強化のためのパーツ集めでアクションステージに向かう事になり、本質的にはやはりバトルアクションゲームである。
キラーマラソン（偽物）
上に空が広がる白い空間に地形やオブジェクトが無秩序に配置された世界（「アンリアルで作っている途中」と表される）。本来は「キラーマラソン」として作られていたが、ジュブナイルがスタッフと揉めてちゃぶ台返しを起こし、作りかけのデータだけが残った。海賊版デスボールの世界であるが、実はジョン・ウィンターが開発した伝説のアーケードゲームであり、デスドライブMk-IIの原点となった「デスドライブ」も移植されている。先に進むと唐突にベクタースキャンゲーム風のシューティングゲームが始まる。しかしこちらも作りかけであり、ゲーム性は乏しい。
シリアスムーンライト
タイトルこそ「シリアスムーンライト」だが、実はデスボールの中身は「ダムド：ダークナイト」という『シャドウ・オブ・ザ・ダムド』の続編であり、同作をモチーフとした魔界を進むアクションステージとなっている。企画当初の構想が技術的な問題で頓挫した「シリアスムーンライト」に変わり、ジュブナイルが夢で見た「未来のゲーム」である『SotD』の続編として開発された。その関係上、このゲームだけオープニングムービーが原作同様のHD機並のクオリティとなっている。ホワイトシープマンからは『SotD』を振り返る台詞が聞ける。
CIA
デスボールのプロトタイプをセットしたことで転送されたCIA本部の地下施設で、本作の最終ステージ。現実世界なのだがゲーム世界からバグが侵蝕している。随所にアーケード版『ホットライン・マイアミ』の筐体が設置されている。最深部にはデスドライブAAAが鎮座している。
キラーマラソン
ダウンロードコンテンツの追加ステージ。ピンボール台の上で犯罪者同士が殺し合いながら走るという政府公認殺戮スポーツ「キルマラソン」に挑戦する。「ピンボールアクション」となっているがステージがピンボール台をモチーフとしている程度で、基本は通常と変わらない。しかし制限時間があり、ステージ自体も難易度が高い。

## 登場人物

### プレイアブルキャラクター
トラヴィス・タッチダウン（Travis Touchdown）
声：ロビン・アトキン・ダウンズ
シリーズ主人公であり、本作の主人公の一人。37歳。かつて全米殺し屋ランキングNo.1の座まで二度も昇りつめた伝説の殺し屋であり、ジャパニメーション、ビデオゲーム、格闘技、映画、ラーメン、猫をこよなく愛するオタク。『NMH2』の戦いの後は故郷のサンタ・デストロイを離れ、トレーラーハウスで放浪した末にテキサスの山奥でゲームをしながら隠遁生活を送っていたが、バッドマンの襲撃によってゲームの世界に取り込まれる。誰もクリアしたことの無いとされるデスドライブMk-IIのゲームを前に、ゲーマーとしてそれらを制覇するという目標のためにバッドマンと手を組んでクリアを目指す。武器はお馴染みのビーム・カタナで、ボス戦のフィニッシュでは様々なプロレス技を掛ける。
クリア後のアドベンチャーパートでは、実は『NMH2』の後でシルヴィアとの間に「ジーン」と「ハンター」という双子をもうけていた事が判明する。放浪の旅に出たのも、世界最高額の賞金首である自身を狙って襲い来る殺し屋との戦いに妻子を巻き込まないためであった。しかし同時に血に飢え、再び闘争の世界に戻ることも望んでいる。
バッドマン（Badman） / シゲキ・バーキン（Shigeki Birkin）
声：スティーヴン・ブルーム
本作のもう一人の主人公。元メジャーリーガーのホームラン王で、野球バットを得物とする殺し屋。『NMH』で死亡したバッドガールの父親であり、娘の仇を討つべくトラヴィスを狙っていた。しかしトラヴィスとの戦いの最中にデスドライブMk-IIの世界に取り込まれ、6つのゲーム全てをクリアすれば娘を生き返らせる事ができると知り、仇であるトラヴィスと手を組んでゲーム世界に挑む。ボス戦のフィニッシュではバットで相手の頭を思い切りかっ飛ばす。
アドベンチャーパート「Badman Strikes Back」では殺し屋になった経緯と、復讐の決意を固めるまでが描かれる。飲酒癖が原因で球界を追放された後は運転手の裏仕事で家族を養っていたがトラブルからマフィアに捕まり、ピッチングマシンの豪速球を顔面に喰らう拷問を受けたショックで殺しの血が目覚め、殺し屋バッドマンとなった。顔のプロテクターはこの時のダメージで変形した顔を補強するためである。その後は組織から殺しの仕事を貰っていたが、ある日、娘のシャーロットも殺し屋バッドガールと化したことを知らされ、定期的に送られてくる彼女の「死合」の動画に没頭する。しかし最後の動画はバッドガールがトラヴィスに殺される様子を映したものであり、復讐を決意する。同時に自身をこの道に引き込んだスカウトマンこそが娘を変貌させた張本人だと知り、最初の復讐を実行。その後、トラヴィスの命を狙い始める。
最終的にシャーロットの復活に成功するものの彼女が自分の知る娘とは既に別人であること、そして自分も別人と化したことを改めて認識し、互いにそれぞれの人生を歩むべきだと結論付けた。しかしそれでも血の繋がりは消えないとも悟っている。
『killer7』のスピンオフ小説「killer is dead ～殺し屋は死んだ～」では主人公として登場しており、ダンとの因縁などもそちらで描かれるが、時代設定や家族関係など細かい部分は一致していない。また、今作では現役時代に『Diabolical Pitch』の主人公であるナイジェル・マカリスターとバッテリーを組んでいた経験が語られる。
シノブ・ジェイコブス（Shinobu Jacobs） / スカーレット・ジェイコブス(Scarlet Jacobs)
声：キンバリー・ブルックス
全米殺し屋ランキングの元ランカーで、日本刀を用いた剣術の達人。28歳。『NMH』でトラヴィスに敗れてから彼を師匠として慕っているが、本作ではトラヴィスが妻帯者である事もあってか『NMH2』ほどの恋愛感情は見られず純粋な師弟関係として描かれている。現在は貧民街に道場を開き、子供たちに武術と武士道を教えている。悪党への闇討ち稼業も続けており、道場を建てた資金もそれで稼いだ金である（トラヴィスには「あのコたちには絶対に見せるなよ。血に染まったオマエの手だけは」と忠告されている）。本編のエンディングで初めて姿を見せ、以降はプレイアブルキャラとして使用可能になる。トラヴィスと違ってゲームは嫌いであり、ゲームキャラクターとの会話（特にゲーム関連の話題）には乗り気になれない。また、今作で祖父の名は「ノボル・ジェイコブス」、父の名は「ティム・グレート・ジェイコブス」であることが判明した。
バッドガール（Bad Girl） / シャーロット・バーキン（Charlotte Birkin）
声：キャサリン・フィオーレ
ロリータ・ファッションに身を包む快楽殺人者であり、『NMH』でトラヴィスに敗北して死亡した元ランカー。享年23歳。バッドマンの目的はデスドライブMk-IIを使って彼女を生き返らせる事である。しかしいざデスボールを6つ集めても、「キラーマラソン」が偽物であった所為でバッドドッグの姿で復活してしまう。エンディング後に本物の「キラーマラソン」をクリアすることで本来の姿に戻り、プレイアブルキャラとして使用可能になる。容姿も『NMH』から10年が経過しているが23歳当時のまま蘇っている。トラヴィスに殺された記憶があるのかは不明だが、少なくとも自分が死んでいた事は認識している模様。ボス戦のフィニッシュでは棘付きの鉄球を相手目掛けてかっ飛ばす。
本名はシャーロット・バーキン。元々は普通の家庭で育ち、父が殺し屋になった事も知らずに暮らしていたが、バッドマンをスカウトした張本人がその娘であるシャーロットにより大きな殺人者の資質を見出したことで拉致され、電気椅子の拷問に死なない程度に掛けられた末に殺しの血が目覚め、バッドガールへと豹変した。バッドガールになる以前の姿は写真として見られるが、タンクトップ姿の普通の少女であった。
バッドドッグ（Bad Dog）
声：キャサリン・フィオーレ
中途半端なデスボールの力により、子犬の姿で復活してしまったバッドガール。子犬ではあるが髪と服はバッドガールを踏襲している。精神面では幼児退行している模様だがバッドガール自身には違いないらしく、バッドマンに気付くと嬉しそうに彼の足元に小便を振り撒いたらしい。本物の「キラーマラソン」をクリアするまでこの姿でトレーラーハウスに留まる。

### デスドライバーズ
デスドライブMk-IIのゲームの主人公だが各々のゲーム世界の支配者となっており、各ステージのボスとして戦うことになる。
エレクトロ・トリプルスター（Electro Triple Star）
声 : マイケル・ガフ
「エレクトリックサンダータイガー2」の主人公。本名は「ティム・フォード」。一級建築士であり、電気工学博士、そして電気系兵器フェチの改造マニア。IQは200。自身が設計した街・エレクトリックスピードシティに妻と娘と共に住んでいたが、暴走するマシンと戦うべく高電圧スーツを開発し、エレクトロ・トリプルスターとなった。一作目で街を救い、その三年後を舞台とした二作目で再び戦いに赴くも、戦闘時の本人の弁では妻と娘を守れなかったらしい。
ドッペルゲンガー（Doppelganger）
「ライフイズデストロイ」の主人公。現実の連続殺人鬼をモデルにしたシリアルキラー。本名は「パトリック・グラナダ・ジュニア」。元々は社会から脱落した若者を救う善良なソーシャルワーカーだったが、社会に奉仕しているという強過ぎるプライド故に叶わない現実の前に心が折れ、妻を殺害し、娘に逃げられる。それを機に殺人者へと変貌し、立場を利用して町中の脱落者を殺して回った。主な凶器はワインオープナー。口が隠れるほどマフラーを巻いた男性の姿だがその顔はマスクで、本当の顔はマフラーの下に隠れている。
実はモデルとなった現実のドッペルゲンガーはジュブナイルの養父。ゲーム同様にソーシャルワーカーであり、孤児であったジュブナイルを養子として引き取ったものの、将来有望な天才児である彼女と自身の境遇の差を見せつけられたことで精神の均衡を無くしていき、やがて殺人者と化した。ジュブナイルが敢えてその養父をモデルに作ったのが「ライフイズデストロイ」であり、ゲーム中のドッペルゲンガーは最終的に倒されるものの現実では未だ捕まっていない。
『NMH3』では隠しキャラクターとして登場する。
ブライアン・バスターJr.（Brian Buster Jr.）
声 : グレッグ・エリス
「コーヒー＆ドーナツ」の主人公。70代という高齢だが北欧の小国ウルマークの跡継ぎ王子。父を殺され、自身も両目を潰されて追放されるも、長い時を経て執念でロボットとなった父と再会し、共に復讐を果たす。その後、自身の住む洋館で死体となって発見され、トラヴィスとバッドマンはその事件の真相を暴くべく奔走する。実は復讐を果たした後は強敵との戦いという生き甲斐を無くし、死に場所を求めた末に殺人事件を装って自ら命を絶った。しかしトラヴィス達が好物のコーヒーとドーナツを集めて自身を生き返らせてしまったため、怒りを抱いて襲いかかってくる。
ウルヴァリアン（Ulvarian）
ブライアン・バスターJr.が搭乗しているロボット。その正体は彼の父であるウルマーク第28代国王の脳を移植した機体「ブライアン・バスターSr.」。ウルマーク建国の時に初代国王が乗って国を統一した「ウッドスーツ」と呼ばれる伝説のロボットをモチーフに作られている。
スモーキングキング（Smoking King）
「ゴールデンドラゴンGP」の主人公。元関脇の力士だったが、ケツ持ちのヤクザ「金龍組」の敵対ヤクザを正当防衛で殺してしまい、角界を去る。その後は金龍組の用心棒を務めつつゴールデンドラゴンGPのレーサーに転身し、世界の犯罪組織のトップを目指して爆走している。時速800kmのマスクマン。
エイトハート（Eight Hearts）
声 : グレッグ・エリス
「シリアスムーンライト（ダムド：ダークナイト）」の主人公。『シャドウ・オブ・ザ・ダムド』の主人公ガルシアの銃にして相棒だったジョンソンが人の姿を得たもの。「ダムド：ダークナイト」は原作の後にガルシアが死亡し、彼の魂を受け継いだジョンソンが8つの心臓を持つヒーロー・エイトハートとなったという設定である。
エイトハート戦では、実はガルシアは死んでおらず四次元の牢獄に閉じ込められている事が明らかになる。敗北後はトラヴィスらの後押しを受け、ガルシアを助けるべく四次元へと向かった。ホワイトシープマンはこれを「ひょっとしたら続編も見えてくるかもね」と評している。
『SotD』のリマスター版『シャドウ・オブ・ザ・ダムド: ヘラ リマスタード』では「オチョ・コラソネス」という名前でエイトハートのコスチュームが追加されている。また、本作でトラヴィスが「（『SotD』に）2周目への武器の引き継ぎが欲しかった」と語っているが、そちらも同作で追加された。
シルバーフェイス（Silver Face）
「キラーマラソン」の主人公。キルマラソン無敗のチャンピオン。殺戮を本能で楽しむ殺人者で、無限暗殺拳の使い手。…という設定だが早々にそれを全否定し、実際はカエルの解剖で失神するような性分で殺人経験も無く暴力や殺人を嫌っている、運動も苦手で学生時代は吹奏楽部だった、という事実をぶちまける。自分のゲームの設定に身も蓋も無いツッコミを入れたり、少なくないプレイヤーが体験せず終わるであろうDLCに回されたメタな恨み節を連ねたりと、投げやりな態度を取る。
誰で挑んでも発言内容がほとんど変わらない他のデスドライバーズと異なり、シノブとバッドガールで挑むと全く違う会話が展開される。シノブの場合は彼女を「作られた存在」だと嘯いて混乱させ、デスドライブの世界へと誘うも、トラヴィスの声によってシノブは我に返り失敗する。バッドガールの場合は「DLCの恨み」をぶつけてくるが、敗北後は「私を忘れないでくれ」と頼んで力尽きる。
PS4版とPC版ではDLCが最初から収録されたことで「ある意味ラスボス」になれたと多少納得しているためSwitch版ほどやさぐれてはいないが、「DLCの目玉が自分との戦いではなくバッドガール」だという恨み節は健在。

### ゲーム世界のキャラクター
デス＆ドライブ（Death and Drive）
デスドライブMk-IIの案内人。ゲーム世界の説明をするが、多くの場合は喧嘩腰。しかし何かと理由を付けて結局何もしてこない。エンディング後のアドベンチャーパートでは巨大ロボットのような身体を得て現実世界でトラヴィスに襲いかかるものの、ファイプロの対戦で敗北。そのまま旅に出ようとしたが、トラヴィスの説得を受けてデスドライブMk-IIの中に帰っていった。その後の「キラーマラソン」ステージでは再び案内役を務めている。
バグストラ（Bugxtra）
老人の姿をしたバグ。随所に現れては「お爺さまの遺言」と称して教訓や持論などを語る。
バグ次郎（Bugjirou）
ゲーム世界の各地で屋台を営むバグ。訪れるとラーメンを食べさせてくれる。『NMH3』では何故か現実世界にも現れる他、寿司屋を営む「バグ三郎」も登場する。
ジェネリックシープマン（Generic Sheepmen）
どのゲーム世界にも現れる中ボス。人型の屈強な羊が仮面を付けたような姿をしている。毎度暴言と共に現れ、微妙に色と戦法を変えつつ襲いかかってくる。
ホワイトシープマン（White Sheepman）
各ゲーム世界の随所に現れ、世界観について解説するNPC。骨だけの羊のような姿をしている。デスドライバーを倒す毎にも現れ、敗れたデスドライバーへの哀悼の言葉を残す。
その正体はジュブナイルのアバター。最後は現実においてジュブナイル自身がホワイトシープマンへと変異し、CIA本部地下の最新部にあるデスドライブAAAの前にてトラヴィスを待ち受ける。本作のラストボス。

### その他のキャラクター
ジーン（Jeane）
声 : クリス・ジマーマン・ソルター
トラヴィスの愛猫。トラヴィスの放浪の旅に同行しており、今作でもトレーラーハウスで悠々自適に過ごしている。何故かアドベンチャーパートではアニメキャラのような姿で描かれ、人語を話すようになっている。エピローグでもトラヴィスと会話しており、スタッフロールの背景にて一言だけ音声付きの台詞がある。また、トラヴィスの知らぬ間に勝手にゲーム世界に迷い込んでは迎えに来るようにFAXを寄越したりなど、普通の猫だった前作までとは大きく異なったキャラクター性を与えられている。
Dr.ジュブナイル（Dr. Juvenile）
デスドライブMk-IIの開発者にして天才的な頭脳を持つ女性エンジニア。ゲーム世界に入り込んだトラヴィスとバッドマンに解説を行う。黒いミニドレスの上に白衣を着ており、首にヘッドホンを掛けている。黒いアイメイクが溶けて流れ、常に血の涙を流しているような状態になっている。説明が難しいほど複雑な人物でありながら、出会った人の多くは彼女に魅了されており、当初は良い感情を抱いていなかったトラヴィスも徐々に共感するようになっていく。
出身はウクライナでシングルマザーに育てられたが、チェルノブイリ原発事故が原因で母を失っている。その後、養子縁組でアメリカの夫婦に引き取られたものの、その天才ぶりを気味悪がった養母には暴力を振るわれるようになり、養父も連続殺人犯ドッペルゲンガーと化したことで、なんとか逃げ延びたものの再び身寄りを無くす。この二度も親を失う経験により家族への執着心は良くも悪くも強い。また、その過去から国家の横暴さに対して尋常ではない怒りを抱いている。
10歳の時に米国政府にスカウトされ、師匠のジョン・ウィンターや恋人となるクラークと共にデスドライブMk-IIの秘密プロジェクトに携わる事になる。キャリアを通じて世界中を周り、様々な人々との関係を築き、6つのゲームを開発した。しかしデスドライブMk-IIは一般発売される事が無かったばかりか、CIAの暗殺兵器開発計画に利用されていたことを知り、マザーマシンにバグを仕込み、デスボールもばら撒くことでそれを阻止しようとした。その後、恋人のクラークと長い逃亡生活を送りつつCIAに妨害工作を仕掛けていたが、計画の再始動が迫った事で怒りと悲しみを再燃させて暴走。CIA本部を占拠し、国の中枢システムを掌握することでアメリカによるアメリカへの核攻撃を目論んだ。トラヴィスが辿り着いた時にはアバターであるホワイトシープマンと合一しており、トラヴィスの訴えにも耳を貸さず最後の戦いを挑んでくる。トラヴィスに敗北すると、「人の世に生きることとは遊びにして遊戯終え今縛るもの無し」という辞世の句を残して消滅した。
クラーク（Klark）
「K」と名乗る謎の人物。トラヴィスがゲームをクリアしたり隠しキャラクターを見つける度に、ジュブナイルの過去やデスドライブMk-IIの実態など、物語の裏の真実を記したFAXを送ってくる。かつてジュブナイルと共にデスドライブMk-IIやデスボールの開発に携わった技術者であり、ジュブナイルの恋人。CIAの暗殺兵器開発計画を知ってからは彼女と共に逃亡生活を送っていた。トラヴィスには6つのゲームのクリアがデスドライブAAAの再起動と、暗殺兵器開発計画の始動を意味すると訴え、ゲームをやめるように再三呼びかけていた。しかしトラヴィスが忠告を無視してゲームを全てクリアすると、逆にそれを好機として、トラヴィスに暗殺兵器開発計画の阻止とジュブナイルを止めることを懇願する。あるFAXは自身が死亡した場合に自動で送信される仕組みだったらしく、暴走してホワイトシープマンと化したジュブナイルに殺害された事が示唆されている。
ブザリアシビリ・ビショップ（Buzariashvili Bishop）
『NMH2』で死亡したビショップ・シダックス（ゲオルギー・ビショップ）の弟。兄が経営していたビデオショップ「ビーフヘッド」を受け継ぎ、ゲームショップへと改装した。兄の墓参りは毎年欠かず行っているという。
ウエハラ カムイ（Kamui Uehara）
デスボールを探すトラヴィスの前に現れた青年。デスボールの在処を知っているらしいが、直接教えるのではなく謎掛けめいた言い回しで案内する。自身を「特異点」に導く「観測者」と称する怪しげな人物。トラヴィスを「トラさん」と呼ぶ。『シルバー事件』シリーズからのカメオ出演。
デーモン・リカテロ（Damon Riccitiello）
新興都市計画コンサルティング企業「ユートピニア」の若き社長。28歳。複合娯楽施設ユートピランドの開発のためにサンタデストロイに目をつけた。
インターン時代に「シリアスムーンライト」の開発に参加していたが、ジュブナイルの思いつきのアイデアではゲームが成立せず、自身の理想のゲームとするべくゲームデザインに異を唱えた。しかしその後、プロジェクトは解散し、違うチームに異動させられる。これを自分の「凄いアイデア」に恐れをなしたジュブナイルが根回ししたからであり、完成した「シリアスムーンライト」は自分のアイデアが形作った傑作だと考えてジュブナイルにデスボールを渡すように詰め寄った。しかし拒まれ、「インターンだから見下されている」と解釈したことで彼女を意識を失うまで殴打し続けた挙句にデスボールを強奪した。これを聞かされたトラヴィスには「オマエは斬る値打ちもない」と吐き捨てられ、ジュブナイルと同じように激しく殴打された。しかしこの一件が『NMH3』まで後を引く結果となる。
ジュリエット・チェスターフィールド（Juliet Chesterfield）
デーモンの第三秘書。元々は古いベクタースキャンゲームを発掘して実況する動画配信者だったが、動画を気に入ったデーモンにスカウトされてユートピニアの大型ベクタースキャン事業を任され、会社自体が若い事もあって出世していったものの子供の頃からの夢だった秘書になるべく志願し、わざわざ第三秘書枠を作らせて就任した。2008年にはアンリアルトーナメントの世界大会の決勝まで残った実力派ゲーマーだったがトラヴィスに敗北し、プロゲーマーの道を断念した。大株主から口説かれることもあるらしいが、「若い時に大金持ちに甘えたら未来はない」と考えて断っているらしい。
『ロリポップチェーンソー』の主人公ジュリエット・スターリングと同じ名前だが苗字は違い、容姿も性格も大きく異なっている。しかし登場シナリオは「魔界鎖鋸（Hell's Chainsaw）」という同作を彷彿とさせるタイトルとなっている。また、トラヴィスからも「血の匂いがする」と評され、当人は「過去はすべて地元に捨ててきた」と語っていることから、本作におけるジュリエット・スターリングの未来の姿である可能性が示唆されている。
ジョン・ウィンター（John Winter）
HAZRE社のゲームクリエイターで、デスドライブMk-IIのモデルとなった「デスドライブ」の開発者。ジュブナイルの仕事の上での師匠であるが、実は同時にジュブナイルの実父でもある。1989年のコミコンにて少年時代のトラヴィスとも会っている。
経緯は不明だが既に死亡しており、その脳はCIAによってデスドライブAAAへと繋がれている。同時に火星移住計画の一環で火星には彼の転送体が暮らしている。火星での悠々自適な生活を満喫しており、現代社会の都市生活を火星に持ち込む移住計画には否定的。ジュブナイルを倒した後にデスドライブAAAで火星へやってきたトラヴィスの転送体と出会い、火星の静かな生活に誘うも断られる。火星特製ミストコーヒーを振る舞った後、トラヴィスを地球に帰すべく転送体の首を刎ねた。
シルヴィア・クリステル（Sylvia Christel）
シリーズヒロインであり、トラヴィスの妻。今作ではカウガールスタイルで登場。本編中に出番は無く、各ステージの特定のポイントでコマンドを入力することで出現する隠しキャラとなっている。エンディング後のアドベンチャーパートで直接登場し、現在はトラヴィスの子供二人と暮らしていることが語られる。
ヘンリー・クールダウン（Henry Cooldown）
トラヴィスの兄にしてライバル。『NMH2』まではトラヴィスとは時に対立し、時に共闘するという間柄だったが、本作では神を名乗るトンカチを持った屈強な男が敵と戦う映画の影響で不出来な弟の壁となる使命感に取り憑かれて闇堕ちし、「EMERALD NIGHT騎士団（エメラルド騎士団）」と名付けた怪しげな集団を率いてトラヴィスを襲撃する。
ダン・スミス（Dan Smith）
声 : マイケル・ガフ
『killer7』の主人公の一人であり、スミス同盟の一員である殺し屋。かつてバッドマンが自身をカーティス・ブラックバーンに売った裏切り行為から彼の命を狙っていたが、バッドマンの娘の仇を討ちたいという意志を聞いたことでデスボールを渡し、トラヴィスの殺害とシャーロットの復活を条件に裏切りをチャラにすると持ちかける。同時にトラヴィスの居場所も突き止めており、バッドマンに教えた。
当初は登場しなかったが、発売一週間後の2019年1月25日に配信された「DAY7パッチ」によって出演となった。担当声優のマイケル・ガフがダンを演じるのは『killer7』以来約15年ぶりとなる。
この他にもアドベンチャーパートには『花と太陽と雨と』のサンダンス・ショット、『シルバー事件25区』のシロヤブ モクタロウ、クルミザワ コウスケ、チルコ、『KILLER IS DEAD』のモンド・ザッパ、『暗闇ダンス』の月夜野小明など、過去の須田作品の登場人物が多数カメオ出演している。

## キーワード
デスドライブMk-II
HAZRE（ハズレ）社が開発した幻のゲーム機。トラソルテオトルの像のようなデザインであり、頭部の上に付いたポットにデスボールを入れる形でゲームをプレイするという、おおよそゲームハードには見えない外観となっている。コントローラーはグローブ型であり、プレイ時には直接手に嵌めて使用する。起動するとプレイヤーはゲーム世界に取り込まれてしまう上に、長時間のゲーム世界への滞在は脳に深刻なダメージを与えてしまうという危険な代物で、市場に出回る事は無かった。ゲームやAIという次元を超えて現実と繋がる装置であり、ゲーム中のキャラクターも明確な意思を以ってプレイヤーとも会話を繰り広げる。
グローブの内部にあるマイクロワイヤがプレイヤーの爪の間に入り込んでは神経系にタイレクトにアクセスし、プレイヤーをゲーム世界に引き込むと共にDNAデータを抜き取る仕組みとなっている。元々はアメリカの火星移住計画のために造られた物であり、読み取ったプレイヤーの生体情報を火星にある機械に転送し、それを基に3Dプリンターの要領でクローン人間を生成し、地球系火星人を生み出すのが本来の機能であった。しかしCIAはこれを戦闘能力の高い者のクローンを生み出すという軍事目的に転用してしまう。ジュブナイルとクラークの工作によってそれは当面は阻止されていたが、トラヴィスがデスボールのゲームを手にしたことで再び計画は動き出した。
実は『LET IT DIE』に登場したデスドライブ128の前身であり、デザインはそちらと同じく佃弘樹が担当している。
デスボール
デスドライブMk-IIのゲームカートリッジ。一般的なゲームソフトのようなカセットやディスクなどではなく、野球ボール大の球体の形状をしている。6個のデスボールのゲームをクリアした者は一つだけ願いを叶えられると言われている。海賊版とプロトタイプを含めると全部で8個だが、本当に願いを叶えるには正規の6個を揃えなければならない。
デスドライブAAA
CIA本部地下に眠るデスドライブのマザーマシン。クローン生成機能に加え、出来上がったクローンを遠隔操作できる機能が備わっている。クローンのカメラで見た敵兵はフィルタを通し、モンスターなどに変換されて映る。これにより操作者は他者を殺傷する罪悪感が無く、物理的・精神的ダメージの心配も無いままゲーム感覚で殺戮を行えてしまう。デスドライブMk-IIのゲームを6本クリアする事でシステムがリセットされる仕組みになっており、それはジュブナイルらの妨害工作の終わりとCIAの暗殺兵器開発プロジェクト再始動を意味する。CIAはAIを使ってシステムの復旧を試みており、AIと連動させるべくジョン・ウィンターの脳が組み込まれている。しかし「6つのゲームをクリア」という条件は絶対で、いくらAIが優秀でもそれを満たす事は適わなかったため、現状でデスドライブAAAのリセットが行える存在はトラヴィス以外にいない。

## スタッフ
- 須田剛一 - プロデューサー、ディレクター、原案、シナリオ
- 高柳景多（株式会社ドットフレーム） - 原案、シナリオ
- 山崎廉 - ディレクター、2Dドットデザイン
- 熊谷一幸 - プロデューサー
- 弘中徹 - リードプログラマー
- コザキユースケ - キャラクターコンセプト（トラヴィス）
- ボーンフェイス - キャラクターコンセプト（バッドマン、ボスキャラクター）
- #_SUPERCOMBO_（アボカズヒロ、DJ1,2） - コンポーザー
- 福田淳 - 音響監督

## 評価
MetacriticではそれぞれNintendo Switch版は67/100。PlayStation 4版は63/100の評価を受けている。
ファミ通では様々なジャンル体験、演出、ギミック、個性豊かなボス、パロディやジョーク、UIデザインやBGMが賞賛され、一方で画面上の迫力の足りなさや単調なプレイ感覚を指摘する意見もあった。
『NMH3』発売前の公式シリーズダイジェスト動画ではMetacriticのスコアを引き合いに出し、「10年後に再評価される超実験作」と自評している。